# Haila Mompié
Haila María Mompié González (* 28. Januar 1974 in Amancio Rodríguez, Las Tunas), Haila oder Haila Mompié genannt, ist eine kubanische Sängerin. Sie wurde international als „La Diva del Son“ bekannt.

## Leben und Wirken
Haila Mompié wurde in eine künstlerisch begabte Familie geboren: Ihr Vater war ein Hobby-Sänger, ihre Mutter Stylistin. Im Alter von neun Jahren begann ihre musikalische Ausbildung in Santiago de Cuba, wo sie Tanz studierte. Von Beginn an fiel ihre ungewöhnlich gute Stimme auf. Als sie 15 Jahre alt war, zog sie mit ihrer Familie nach Havanna, was ihre musikalische „Karriere“ für kurze Zeit unterbrach. Dort lernte sie 1991 über deren Tochter die bekannte Son-Sängerin Yaquelín Castellanos kennen, die von ihrem Gesangstalent begeistert war und sie in ihre Gruppe „Septeto Tradición“ aufnahm, die sich vor allem der traditionellen kubanischen Musik widmete. Später trat sie im Cabaret „Las Avenidas“ auf und wurde Mitglied der Gruppe Habana Son. Mit dem Projekt Guajira Habanera hatte sie 1994 ihren ersten Auslandsauftritt in Mexiko. Im September 1994 wurde sie Vokalistin bei der Gruppe Bamboleo, mit der sie zwei CDs aufnahm und in verschiedensten Ländern gastierte.
1998 gründete sie mit dem Musiker und Komponisten Leonel Limonta die Gruppe Azúcar Negra. Zusammen hatten sie erfolgreiche Auftritte in Europa und Lateinamerika. Ihre Platte wurde zum Hit im kubanischen Radio und Fernsehen. Das Lied Andar Andando entwickelte sich zur Hymne für Jung und Alt.
Im Jahre 2001 begab sich Haila dann auf Solopfade. Schon vorher trat sie bei verschiedenen internationalen Ereignissen zusammen mit anderen kubanischen, international bekannten Stars als Solistin auf. In der Folgezeit erschien sie als Interpretin auf zahlreichen CDs. Die Platte La Rumba Soy Yo bekam den Grammy Latino.
Auch als Solistin nahm ihr internationaler Erfolg nicht ab. Sie gab Konzerte in verschiedensten Ländern der Welt, darunter in den USA und in Japan, wo sie ihr Live-Album aufnahm.

## Diskographie als Solistin
- 2001: Haila
- 2002: Live
- 2004: Diferente
- 2008: Tal como soy
- 2011: Mala
- 2013: Esto sí sabe a Cuba (Vol.1 – Haila Duetos, Vol.2 – Reggaetoneando con Haila)
- 2016: Mujer de Acero